# Karl Isakson
Karl Isakson (født 16. januar 1878 i Stockholm, død 29. februar 1922 i København) var en svensk-dansk maler.
Karl Isakson uddannede sig til håndværksmaler, og fra 1891 fulgte han kurser i tegning på Tekniska skolans aftenkurser. Han var 1895 assistent for Carl Larsson, som da udførte vægmalerierne i Nationalmuseets trappehal.
1897-1901 studerede Isakson på Kunstakademiet i Stockholm, og 1902 begav han sig på en udlandsrejse, hvor han mødte den danske maler Kristian Zahrtmann og tilsluttede sig kredsen af kunstnere i Civita d'Antino i Italien, hvor Zahrtmann og andre malere opholdt sig i perioder. I København var han et par år elev på Zahrtmanns malerskole, og 1903 fik han sit eget atelier.
Isakson opholdt sig også på Bornholm og kom 1911 til Christiansø hvorfra han malede motiver i tiden op til 1. verdenskrig, da øen blev lukket for udlændinge. Han regnes med disse malerier blandt modernismens fædre i Danmark.
Isakson døde 44 år gammel af lungebetændelse, og efter hans død fandt man en række billeder med religiøse scenerier.
Olaf Rude og Edvard Weie var inspireret af Isakson.

## Galleri
| |
| - Tre billeder fra Christiansø - Mindet, Christiansø (1911) Statens Museum for Kunst - Kirkegård på Christiansø. 1913 Bornholms Kunstmuseum - Bastioner, Christiansø (1921) Statens Museum for Kunst |

| - Stilleben - Nature morte - Opstilling med blå skål og frugter, 1910-11, Statens Museum for Kunst - 1916, Bornholms Kunstmuseum - Ca. 1918 |

| - Fra Møens Klint (1904) Statens Museum for Kunst - Udsigt ved Gudhjem, 1921. Bornholms Kunstmuseum - Lazarus' opvækkelse, 1921 Moderna Museet |